# Осока Бигелоу
Осо́ка Бигело́у, или Осо́ка гиперборе́йская (лат. Carex bigelowii) — многолетнее травянистое растение, вид рода Осока (Carex) семейства Осоковые (Cyperaceae).

## Ботаническое описание

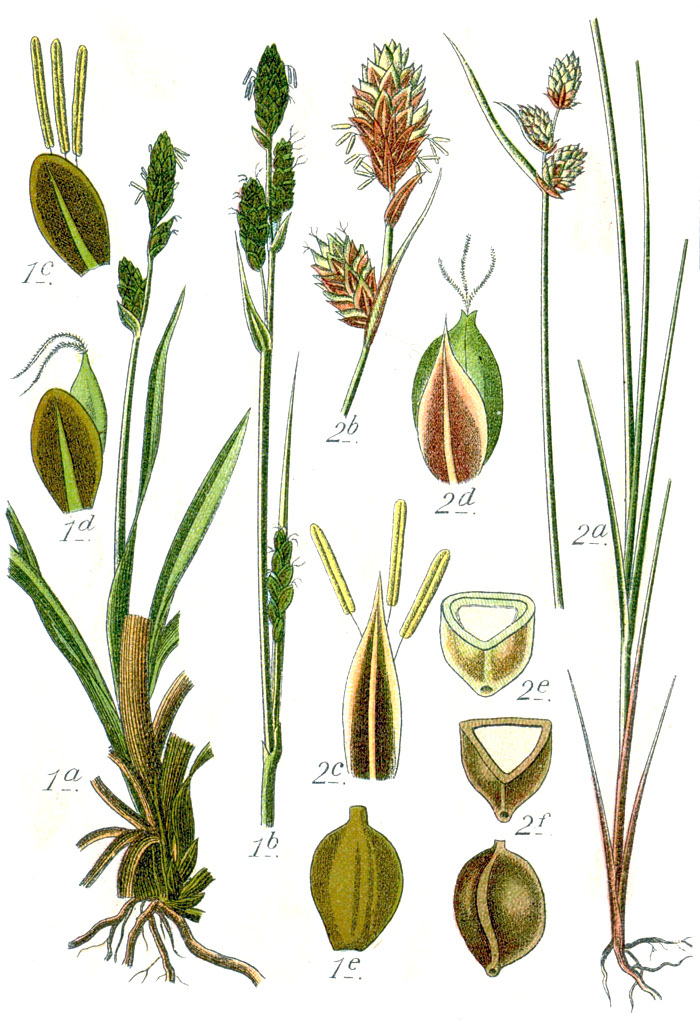
1 —

Зелёное, серо- или тёмно-зелёное растение с короткими ползучими корневищами, образует рыхлые дерновины, причём почти каждый побег в дерновине имеет ползучее корневище (то есть ясно выраженную горизонтальную подземную часть). Корни до 2—3 мм в диаметре, с хорошо заметными желтовато-беловатыми или серовато-белыми волосками.
Стебли тонкие, шероховатые, (8)20—40(60) см высотой, окружены при основании коричневыми, красновато-, пурпурно- или желтовато-коричневыми, большей частью глянцевитыми цельными влагалищами листьев. Характерно большое число, (8)10—15(20), листьев на стеблях.
Пластинки листьев (1)3—5(6) мм шириной, плоские или, иногда, с краями, немного завёрнутыми на нижнюю сторону.
Тычиночных колосков 1—2, тёмно-бурые, пурпурно-чёрные, коричневые или светло-коричневые, (0,8)1—1,5(2) см длиной, сидячие или на коротких ножках (0,3—0,5)1—2(2,5) см длиной,; пестичные колоски в числе 2—4(5), расставленные, рыхловатые или, возможно, густые, от яйцевидных до узкоцилиндрических, (0,5)1,5—2,5(3) см длиной, нижний часто на ножке 1—3 см длиной. Чешуи пестичных колосков на верхушке закруглённые, островатые или тупые, со светлой полосой вдоль средней жилки, очень редко сплошь тёмные (почти чёрные, пурпурно-чёрные или тёмно-коричневые), иногда с белоперепончатыми краями, по длине и ширине почти равные мешочкам или длиннее и у́же их. Мешочки эллиптические, широкояйцевидные или округлояйцевидные, (2,2)2,5—3,5 мм длиной, плоско- или слабо двояковыпуклые, не вздутые, без жилок, с очень коротким носиком или без него, наверху, включая носик, пурпурно-чёрные. Нижний кроющий лист короче или немного длиннее своего колоска, очень редко, но иногда равен соцветию. При основании кроющих листьев имеются чёрные ушки.
Число хромосом 2n=60, 62, 68, 70, 80.
Вид описан из США (штат Нью-Гемпшир).

## Распространение
Северная Европа: Исландия, Шпицберген, Фарерские острова, северная часть Скандинавии, в том числе арктическая; Атлантическая Европа: Шотландия, Уэльс, Ирландия; Арктическая часть России: Мурман, Канин, Тиманская и Малоземельская тундра, низовья Печоры, Полярный Урал, Пай-Хой, остров Вайгач, Новая Земля (Южный остров и южная часть Северного), Ямал, низовья Оби, Обско-Тазовский полуостров, Гыданская тундра, низовья Енисея, Таймыр, Северная Земля, бассейн Хатанги, низовья Анабара и реки Оленёк, низовья и дельта Лены, залив Борхая, низовья Яны и Индигирки, низовья Колымы, район Чаунской губы, остров Врангеля, Чукотский полуостров, острова Ратманова и Аракамчечен, бассейн Анадыря, залив Корфа; Европейская часть России: Кольский полуостров, верховья Печоры; Восточная Сибирь: Верхоянский хребет, хребет Черского, северо-западная окраина Средне-Сибирского плато, бассейны верхнего течения Индигирки, истоки Колымы, хребет Джутджур, Алданское нагорье (бассейн реки Тимптона), рек Томпо и Менкюле; Дальний Восток: система Станового хребта (вплоть до северного Приамурья и Приморья); Центральная Азия: Монголия; Северная Америка: Канада (восточная часть арктического побережья Канады и Канадского Арктического архипелага, Квебек, Манитоба, Ньюфаундленд), Лабрадор, Гренландия (почти до 80° северной широты), северо-восточные штаты США, Аляска (в том числе арктическая), Юкон, бассейн реки Маккензи, острова Виктория и Банкса.
Растёт по берегам рек и озёр, на сырых и болотистых лугах, мохово-осоковых болотах, в зарослях кустарников и заболоченных редколесьях, на сухих щебнистых и каменистых склонах и плато, в разреженных сухих лиственничниках и зарослях кедрового стланника, в сухих ерниках, на галечниках, в осоково-моховых, осоково-пушицевых, кустарничко-моховых и лишайниковых тундрах; в горной и равнинной тундре, в верхней части лесного пояса и лесотундре, в гипоарктических высокогорьях; в тундре часто ландшафтное растение.

## Значение и применение
По сообщениям О. И. Семенова-Тян-Шанского охотно поедается северным оленем (Rangifer tarandus) в Лапландском заповеднике. По другим данным относится к второстепенным кормам и при наличии других более любимых кормов оленем почти не поедается.

## Систематика
В пределах вида выделяются пять подвидов:
- Carex bigelowii subsp. arctisibirica (Jurtzev) A.Löve & D.Löve — Осока арктосибирская; северная и арктическая части Европейской части России, Сибирь
- Carex bigelowii subsp. bigelowii — север Европейской части России, Северная и Атлантическая Европа, Северная Америка
- Carex bigelowii subsp. ensifolia (Turcz. ex Gorodkov) Holub. — Осока мечелистная; Европейская часть России, Сибирь, Монголия
- Carex bigelowii subsp. lugens (Holm) T.V.Egorova — Осока траурная; Восточная Сибирь, Дальний Восток, Северная Америка
- Carex bigelowii subsp. rigida (Raf.) W.Schultze-Motel — Осока ложножёсткая; Восточная Сибирь, Дальний Восток, Монголия